# Gee Vaucher
Gee Vaucher, (1945-Dagenham, Inglaterra) es una artista reconocida especialmente por el diseño de portada de algunos álbumes de punk rock. Su trabajo con la banda anarco-punk Crass fue fundamental para el 'arte de protesta' de los 80. Vaucher ha visto siempre su trabajo como una herramienta de cambio social. En su colección de trabajos recientes (1960-1997) Crass Crass Art and Other Pre Post-Modernist Monsters, Gee usó pinturas y collages para mostrar sus fuertes puntos de vista anarco-pacifistas y feministas a través de sus obras. Gee también usa el método surrealista para expresar sus estilos e ideales ya mencionados.
En el segundo libro de Gee, Animal Rites, ella deja un comentario sobre la relación entre animales y humanos, concentrada alrededor de la cita "Todos los humanos son animales, pero algunos animales son más humanos que otros". Gee de nuevo usa collages y muestra su inteligente ingenio, junto con su todavía trastornante estilo abridor de ojos.
Gee Vaucher vive en Dial House en Epping Forest, Essex, junto con Penny Rimbaud.
- Datos: Q1088782